# Мастер
Мастер (oft auch als Master bezeichnet) ist eine russische Thrash-Metal-Band aus Moskau, die im Jahr 1987 gegründet wurde.

## Geschichte
Die Band wurde im Jahr 1987 gegründet, nachdem der Gitarrist Andrei Bolshakov, der Bassist Alik Granovsky, die Schlagzeuger Igor Molchanov und Alexandr Lvov und der Keyboarder Kirill Pokrovsky ihre vorherige Band Arija (Ария, alternativ als Aria transkribiert) verlassen hatten, da sie einen Konflikt mit ihrem Produzenten Victor Vekstein hatten. Alexandr Lvov trat kurz darauf der Band Gorky Park bei. Daraufhin legte Igor Molchanov Master als passenden Bandnamen für die Gruppe fest, nachdem er zusammen mit Alik Granovsky von Proben zurückkam. Molchanov führte Sergei Popov als zweiten Gitarristen ein, während Alexandr Arzamaskov als Sänger hinzukam. Nach ein paar Monaten musste er jedoch die Band wieder verlassen, da seine Stimme aufgrund von gesundheitlichen Problemen geschwächt war. Als neuer Sänger kam Mikhail Seryshev zur Besetzung. Innerhalb eines halben Jahres nahm die Band dann ihr selbstbetiteltes Debütalbum auf und wurde dann über das Label Melodia veröffentlicht. Daraufhin folgten diverse Konzerte. Im Jahr 1988 folgten weitere Touren, wobei die Band auch in Polen und Belgien spielte. Im Jahr 1989 folgten Konzerte in der Sowjetunion und Belgien. Außerdem nahm die Band ihr zweites Album С Петлей на Шее in dem Heimstudio von Produzent Yury Sokolov auf. Das Album erschien ebenfalls über Melodia. Im Folgejahr hielt die Band Auftritte in ganz Europa ab. Zudem arbeitete die Band von 1989 bis 1991 viel in Belgien und schrieb an ihrem ersten englischsprachigen Album, das den Namen Empire of Evil tragen sollte und die besten Lieder der ersten beiden Alben neu geschrieben auf Englisch enthalten sollte. Jedoch ging das Label Two Flags Records bankrott, sodass das Album nie erschien.
Später wurde das geschriebene Material in Russland als das Album Talk of the Devil veröffentlicht. Bei den Aufnahmen waren Bassist Alik Granovsky, Tontechniker und Gitarrist Andrei Bolshakov und Sänger Mikhail Seryshev dabei. Schlagzeuger Igor Molchanov und Keyboarder Kirill Pokrovsky hatten sich entschieden in Belgien zu bleiben. Sergei Popov war noch auf dem Album als Session-Gitarrist zu hören, ehe er die Band verließ. Auf dem Album waren als Schlagzeuger verschiedene Musiker zu hören: Andrey Shatunovsky in den Liedern Danger, Live to Die, Fallen Angel und Tsar, A. Moiseev I Hate Your Sex, P. Chinyakov in Paranoid, S. Efimov in Heroes und V. Ermakov in Talk of the Devil. Außerdem war Igor Kozhin als Gitarrist auf Heroes zu hören. Die Aufnahmen wurden von Evgeny Trushin im SNC Studio aufgenommen und über Moroz Records veröffentlicht. Im Jahr 1991 nahm Mikhail Seryshev an der russischen Version von Jesus Christ Superstar teil. Die CD-Version hiervon erschien im Jahr 1995 über Anima Vox. Im Frühling 1992 folgte eine Tournee zusammen mit Sepultura, die Auftritte in Moskau, Sankt Petersburg, Vilnius und Riga. Schlagzeuger Shatunovsky und Gitarrist Igor Kozhin halfen hierbei als Tourmusiker aus. im Folgejahr kamen dann Gitarrist Vyacheslav Sidorov und Schlagzeuger Anatoli Shenderov als neue Mitglieder zur Band. Kurz darauf verließ jedoch Gitarrist Andrei Bolshakov die Band. Daraufhin bestand die Band aus Bassist Alik Granovsky, Sänger Mikhail Seryshev, Gitarrist Vyacheslav Sidorov und Schlagzeuger Anatoli Shenderov. Kurz vor den Aufnahmen zum Album Maniac Party, die im SNC Studio stattfanden, verließ Gitarrist Sidorov die Band und wurde für die Aufnahmen durch Sergei Popov ersetzt. Das Album erschien im Jahr 1994 über Apex Records auf CD und Kassette sowie auf Vinyl über PolyGram. Im Jahr 1995 veröffentlichte die Band, bestehend aus Granovsky, Seryshev, Shenderov, Popov, ihr erstes Live-Album Live über Bekar Records. Im März 1996 erschien das nächste Album Песни Мёртвых, das in Aria Records’ Studio aufgenommen und über Flam Records veröffentlicht wurde. Im Juni 1997 erschien das nächste Live-Album Live II. Für den Sommer war eine Tour durch Frankreich geplant, wobei sich Mikhail Seryshev weigerte, sodass Artur Berkut als Sänger einsprang. Nach der Tour verließen Popov und Shenderov die Band. Die Band bestand nur noch aus Alik Granovsky. Als neue Mitglieder kamen Gitarrist Leonid Fomin und Schlagzeuger Oleg Milovanov. Zudem kam Mikhail Seryshev wieder zur Band zurück. Im Jahr 1999 kam Gennady Matveev als Keyboarder für Studioaufnahmen zur Band. Im Jahr 1999 begannen die Arbeiten zum Album Лабиринт. Da Mikhail Seryshev bereits als Sänger im Kirchenchor und der Oper eingespannt war, suchte die Band nach einem passenden Sänger, der mit Lexx gefunden wurde. Das letzte Konzert mit Seryshev fand am 23. Oktober 1999 statt. Granovsky, Fomin, Milovanov und Lexx begaben sich dann ins Studiom um das Album aufzunehmen. Der Tonträger erschien im Frühling 2001 über CD-Land Records.
Am 30. Dezember 2000 folgte der letzte Auftritt zusammen mit Gitarrist Leonid Fomin. Danach stieß Alexei Strike als neuer Gitarrist hinzu und am 15. Februar 2001 folgte der nächste Auftritt. Im Mai 2001 nahm die Band an der Kompilation Tribute to Harley-Davidson teil und steuerte eine russische Version von Ride to Live, Live to Ride von Twisted Sister bei. Im Sommer desselben Jahres veröffentlichte die Band die Kompilation Collection 1987–2001. Am 27. April 2002 feierte die Band ihr 15-jähriges Bestehen mit einem großen Konzert, wobei Andrei Bolshakov, Mikhail Seryshev, Gennadi Matveev (Keyboard), Anatoli Shenderov and Vladimir Holstinin (Arija) zu hören waren. Im Juli wurde das Konzert auf DVD veröffentlicht. Im Herbst begannen die Arbeiten an neuen Liedern, während die Band im Folgejahr auf Tour ging. Im Jahr 2004 erschien das Album 33 Жизни, das von Alexandr Lvov produziert wurde. Im Jahr 2005 spielte die Band einige Unplugged-Konzerte. Zudem veröffentlichte sie die Kompilation Акустика, die Akustikversionen ihrer Lieder enthielt. Das nächste Studioalbum folgte unter dem Namen По ту сторону сна im Jahr 2006. Am 27. April 2007 folgte der Auftritt zu ihrem 20-jährigen Bestehen, wobei die Band aus Alik Granovsky (Bass, Gesang), Lexx (Gesang), Alexei Strike (E-Gitarre, Gesang) und Alexandr Karpukhin (Schlagzeug) bestand. Zudem waren noch mit Valery Kipelov (Gesang), Gennady Matveev (Keyboard), Andrei Bolshakov (E-Gitarre, Gesang), Mikhail Seryshev (Gesang), Kirill Pokrovsky (Keyboard), Anatoly Shenderov (Schlagzeug), Leonid Fomin (E-Gitarre) und Andrei Kovalev (Gesang) zahlreiche Gastmusiker vertreten. 2008 veröffentlichte CD-Maximum auf CDs und DVD. Im selben Jahr verließen Strike und Karpukhin die Besetzung. Als Gitarrist kehrte Leonid Fomin zur Band zurück und Alexandr „Gips“ kam als neuer Schlagzeuger hinzu. Daraufhin schloss sich eine Tour durch Sibirien an. Im Sommer 2008 konnte Alexandr „Gips“ aus familiären Gründen nicht an der Tour teilnehmen, sodass Oleg „Cobra“ Hovrin als Ersatz zur Gruppe kam. Außerdem kam als Gitarrist Andrei Smirnov zur Band, welcher auch Tonspuren für das kommende Album aufnahm. Im Jahr 2009 folgten weitere Touren und die Arbeiten zum neuen Album wurden fortgesetzt. Im September 2010 erschien das Album VIII. Darauf waren Alik Granovsky (Bass, Keyboard), Lexx (Gesang), Oleg „Cobra“ Khovrin (Schlagzeug), Andey Smirnov (Gitarre), Leo Fomin (Gitarre), sowie Gastmusiker Kirill Pokrovsky (Keyboard) und Alexandr „Gips“ (Schlagzeug) zu hören. Das Album erschien über CD-Maximum. Im Jahr 2011 folgten weitere Auftritte, während die Musikvideos der Band im TV ausgestrahlt wurden. Im Jahr 2012 folgte unter anderem ein Auftritt in Moskau, wobei Kirill Pokrovsky (Keyboard), Alexei Strike (E-Gitarre), Oleg „Cobra“ Khovrin (Schlagzeug), Mikhail Seryshev (Gesang) und Margarita Pushkina (Gesang) als Gastmusiker zu hören waren.

## Stil
Die Band spielte klassischen Thrash Metal, wobei die Lieder im Vergleich zu ihren Landsmännern von Shah weniger komplex ist. Der Sound des Albums Песни Мёртвых ist laut thethrashmetalguide.com moderner und Groove-Metal-artig, während die späteren Alben als Heavy- und Power-Metal bezeichnet werden.

## Diskografie
- 1987: Щит и Меч (Demo, Eigenveröffentlichung)
- 1987: Мастер (Master) (Album, Melodia)
- 1989: С Петлей на Шее (With Lee on a Neck) (Album, Melodia)
- 1992: Talk of the Devil (Album, Moroz Records)
- 1994: Maniac Party (Album, Apex Records)
- 1995: Live (Live-Album, Bekar Records)
- 1996: Песни Мёртвых (Album, Flam Records)
- 1997: Live II (Live-Album, Flam Records)
- 1999: Лабиринт (Demo, Eigenveröffentlichung)
- 2001: Лабиринт (Labyrinth) (Album, CD-Land Records)
- 2001: Tribute to Harley-Davidson II (Split mit Arija, Ария-Тур)
- 2002: Master – 15 Years (Video, Eigenveröffentlichung)
- 2002: Классика 1987–2002 (Kompilation, Moroz Records)
- 2002: Russian Rock Legends – Master (Kompilation, Moroz Records)
- 2004: Grand Collection (Kompilation, Moroz Records)
- 2004: 33 жизни (Album, Master-Konsultant)
- 2005: Акустика (Acoustic) (Kompilation, CD-Maximum)
- 2006: По ту сторону сна (On the Other Side of Dream) (Album, CD-Maximum)
- 2008: XX лет (XX Years) (DVD, CD-Maximum)
- 2010: VIII (Album, CD-Maximum)